# Limburg United
Limburg United is een Belgische basketbalclub uit Limburg die sinds 2014 in de Euromillions Basketball League actief is. De huidige clubkleuren zijn wit (thuis) en zwart (uit).
In 2014 werd de club opgericht met als doel alle basketballiefhebbers in de gehele provincie te verenigen en de basketbalsport in de provincie te promoten. De thuiswedstrijden van Hubo Limburg United worden gespeeld in Sporthal Alverberg in Hasselt, doorgaans op vrijdagavond, en het kantoor van de club is gevestigd in het Officenter in Hasselt. Hasselt werd als thuisbasis gekozen omwille van haar centrale ligging, als hoofdstad, binnen de provincie. De club is echter, in tegenstelling tot andere nationale clubs, niet gelinkt aan één stad, maar bestrijkt de volledige provincie.

## Oprichting

### 2014: Van de oprichting meteen naar het hoogste niveau
Na 7 seizoenen zonder een Limburgs basketbalteam op het hoogste niveau wilden de Belgium Basketball League, de KBBB en de VBL een impuls geven aan het basketbal in Limburg door het opstarten van een nieuwe club die onmiddellijk actief zou worden in de professionele BBL. Zij contacteerden daarvoor de broers Willy en Danny Marguillier samen met Limburgs gouverneur en ex-profbasketballer Herman Reynders op zoek gingen naar sponsors, bestuursleden en een sportieve staf.
Deze sportieve staf bestond uit voormalig profbasketballer, en op dat moment assistent-coach bij Antwerp Giants, Brian Lynch. Hij tekende een contract voor 5 jaar als hoofdcoach. Hij wist ook de assistent-coach van de Stella Artois Leuven Bears, Kristof Michiels, over te halen om de overstap naar Limburg te maken als assistent-coach. Zo ook Christophe Alberghs die al eerder als assistent-coach gewerkt had onder Lynch bij tweede nationaler Houthalen. Als sportief directeur werd ex-basketballer Odell Hodge aangesteld. Maarten Bostyn werd aangesteld als voorzitter. Danny Marguillier werd aangesteld als manager en Willy Marguillier nam de taak van financieel manager op zich.
Begin 2014 werd Limburg United opgericht. Na het verdwijnen van Basket Bree BBC uit het Belgische professioneel basketbal in 2008, zou Limburg United het volgende team van de provincie Limburg worden in de Ethias League. De club vroeg om een licentie voor het seizoen 2014-15 voor de Ethias League, kreeg die licentie en dus de goedkeuring om vanaf het seizoen 2014-2015 te starten op het hoogste niveau van het Belgisch basketbal.
Hoofdsponsor werd Hubo, winkelketen in doe-het-zelf artikelen.

#### Eerste competitiewedstrijd
Op 3 oktober 2014 speelde Limburg United zijn eerste competitiewedstrijd tegen Belgische topploeg Belfius Mons-Hainaut. Voor deze wedstrijd kwamen ruim 1750 toeschouwers opdagen. De Amerikaanse shooting-guard Barry Stewart maakte hier de eerste, en daarmee historische, tweepunter in een competitie voor de club uit Limburg. Limburg United domineerde de hele wedstrijd. De eindstand werd uiteindelijk 85-67.

#### Einde eerste reguliere seizoen
Op de laatste speeldag van het reguliere seizoen op 2 mei 2015 speelde United thuis tegen Belfius Mons-Hainaut. De inzet was simpel. Wie won eindigde het reguliere seizoen op de derde plaats. United begon gretig aan de wedstrijd maar het was Mons dat het hoofd koel hield in de slotfase en zo de winst mee naar huis nam. De wedstrijd eindigde op 70-78. United eindigde zo op een vierde plaats na de reguliere competitie en plaatste zich voor de play-offs met een thuisvoordeel.
Op 3 mei 2015, de dag na de laatste reguliere speeldag werd coach Brian Lynch trainer van het jaar in de Scooore League.
Bij de eerste wedstrijd van de play-offs, op 6 mei 2015, thuis tegen Spirou Charleroi werd voor de wedstrijd de MVP van het seizoen bekendgemaakt. Kapitein Seamus Boxley werd door de supporters verkozen tot allereerste MVP in de geschiedenis van de club.
De wedstrijd eindigde met een verlies voor United met als eindstand 73-82 in het voordeel van Charleroi.

## Resultaten
| Seizoen | Competitie    | Niv. | Reg | Play-offs    | Play-offs    | Beker        |
| ------- | ------------- | ---- | --- | ------------ | ------------ | ------------ |
| 2014/15 | Eerste klasse | I    | 3e  | Kwartfinale  | Kwartfinale  | Kwartfinale  |
| 2015/16 | Eerste klasse | I    | 4e  | Halve finale | Halve finale | Kwartfinale  |
| 2016/17 | Eerste klasse | I    | 6e  | Kwartfinale  | Kwartfinale  | Zilver       |
| 2017/18 | Eerste klasse | I    | 6e  | Kwartfinale  | Kwartfinale  | Halve finale |
| 2018/19 | Eerste klasse | I    | 6e  | Halve finale | Halve finale | Kwartfinale  |
| 2019/20 | Eerste klasse | I    | 4e  | -            | -            | Halve finale |
| 2020/21 | Eerste klasse | I    | 5e  | Halve finale | Halve finale | Kwartfinale  |
| Seizoen | Competitie    | Niv. | Reg | Play-offs    | Play-offs    | Beker        |
| Seizoen | Competitie    | Niv. | Reg | NAT          | BNXT         | Beker        |
| 2021/22 | BNXT League   | I    | 7e  | -            | 3e ronde     | Goud         |
| 2022/23 | BNXT League   | I    | 4e  | Halve finale | Halve finale | Kwartfinale  |
| 2023/24 | BNXT League   | I    | 3e  | Halve finale | -            | Goud         |
| 2024/25 | BNXT League   | I    | 4e  |              | -            | Kwartfinale  |
| 2025/26 | BNXT League   | I    |     |              |              |              |

## Erelijst
- Beker van België: 2022, 2024
  - Finalist: 2017

## Coaches
| Jaren     | Coach              |
| --------- | ------------------ |
| 2014-2017 | Brian Lynch        |
| 2017-2018 | Pascal Angillis    |
| 2018-2019 | Greg Gibson        |
| 2019-2020 | Brian Lynch        |
| 2020-2021 | Sacha Massot       |
| 2021-     | Raymond Westphalen |

## Ploegen
- 2019/20: Limburg United in het seizoen 2019/20
- 2020/21: Limburg United in het seizoen 2020/21
- 2021/22: Limburg United in het seizoen 2021/22
- 2022/23: Limburg United in het seizoen 2022/23
- 2023/24: Limburg United in het seizoen 2023/24
- 2024/25: Limburg United in het seizoen 2024/25

### Spelerskern voor het seizoen 2018-2019
| #                                                           | Name               | CM (INCH)    | Pos | Bo | NAT    |
| 12                                                          | Spicer Khaliq      | 206 (6'9'')  | C   | 94 | USA    |
| 0                                                           | Carrington Khadeen | 193 (6'4'')  | G   | 95 | USA    |
| 4                                                           | Mukubu Wen Boss    | 198 (6'6'')  | F   | 83 | USA/BE |
| 10                                                          | Depuydt Maxime     | 193 (6'4'')  | G/F | 92 | BE     |
| 9                                                           | Delalieux Jonas    | 202 (6'8'')  | C/F | 92 | BE     |
| 31                                                          | Price Austin       | 193 (6'4'')  | G   | 95 | USA    |
| 1                                                           | Carter Paul        | 204 (6'9'')  | F   | 87 | USA    |
| 15                                                          | Unruh Tate         | 193 (6'4'')  | G   | 90 | USA    |
| 2                                                           | Pickens Dorian     | 196 (6'5'')  | G/F | 0  | USA    |
| 6                                                           | Morris Dom         | 201 (6'7'')  | F   | 90 | USA    |
| 5                                                           | Hemeleers Sam      | 180 (5'11'') | G   | 95 | BE     |
| 23                                                          | Kuta Nathan        | 204 (6'9'')  | F/C | 0  | BE     |
| 13                                                          | Kohajda Justin     | 203 (6'8'')  | C   | 96 | BE     |
| 11                                                          | Leander Dedroog    | 199 (6'7'')  | F   | 99 | BE     |
| Head Coach: Greg Gibson Coach Assistant: Raymond Westphalen |                    |              |     |    |        |

### Spelerskern voor het seizoen 2017-2018
| #                                                              | Name                 | CM (INCH)    | Pos | Bo | NAT    |
| 15                                                             | Unruh Tate           | 193 (6'4'')  | G   | 90 | USA    |
| 11                                                             | Heath Jordan         | 208 (6'10'') | F/C | 91 | USA    |
| 5                                                              | Rahon Joe            | 188 (6'2'')  | G   | 93 | USA    |
| 4                                                              | Mukubu Wen Boss      | 198 (6'6'')  | F   | 83 | USA/BE |
| 13                                                             | Desiron Yannick      | 208 (6'10'') | F/C | 92 | BE     |
| 0                                                              | Releford Travis      | 198 (6'6'')  | SG  | 90 | USA    |
|                                                                | Harris Marvelle      | 193 (6'4'')  | SG  | 93 | USA    |
| 12                                                             | Spicer Khaliq        | 206 (6'9'')  | C   | 94 | USA    |
|                                                                | Giancaterino Lorenzo | 190 (6'3'')  | SG  | 90 | BE     |
| 10                                                             | Hertay Yoann         | 186 (6'1'')  | PG  | 90 | BE     |
| 9                                                              | Delalieux Jonas      | 202 (6'8'')  | C/F | 92 | BE     |
| 7                                                              | Baptista Abel        | 190 (6'3'')  | F   | 96 | BE     |
| Head Coach: Pascal Angillis Coach Assistant: Thomas Roijakkers |                      |              |     |    |        |

### Spelerskern voor het seizoen 2016-2017
| #                                                                                              | Name            | CM (INCH)    | Pos | Bo | NAT |
| 10                                                                                             | Tuttle Seth     | 203 (6'8'')  | F   | 92 | USA |
| 4                                                                                              | McClellan Eric  | 193 (6'4'')  | G   | 93 | USA |
| 8                                                                                              | Jansen Daniel   | 206 (6'9'')  | F   | 94 | USA |
| 11                                                                                             | Swing Jordan    | 198 (6'6'')  | F   | 90 | USA |
| 12                                                                                             | Anderson Jerime | 187 (6'2'')  | PG  | 89 | USA |
| 7                                                                                              | Simons Benjamin | 203 (6'8'')  | F   | 91 | USA |
| 5                                                                                              | Lasisi Elias    | 192 (6'4'')  | G/F | 92 | BE  |
| 13                                                                                             | Desiron Yannick | 208 (6'10'') | F/C | 92 | BE  |
| 6                                                                                              | Lemaire Brieuc  | 193 (6'4'')  | G   | 92 | BE  |
| 13                                                                                             | Snyers Darnell  | 181 (5'11'') | PG  | 98 | BE  |
| 9                                                                                              | Vanwijn Hans    | 205 (6'9'')  | PF  | 95 | BE  |
| Head Coach: Brian Lynch Coach Assistant: Kristof Michiels Coach Assistant: Christophe Alberghs |                 |              |     |    |     |

### Spelerskern voor het seizoen 2015-2016
| #                                                                                              | Name               | CM (INCH)    | Pos | Bo | NAT |
| 8                                                                                              | Stewart Barry      | 190 (6'3'')  | SG  | 88 | USA |
| 15                                                                                             | Love Jason         | 206 (6'9'')  | F/C | 87 | USA |
| 11                                                                                             | Thomas Scott       | 198 (6'6'')  | SF  | 89 | USA |
| 10                                                                                             | Hulls Jordan       | 180 (5'11'') | G   | 90 | USA |
| 9                                                                                              | Vanwijn Hans       | 205 (6'9'')  | PF  | 95 | BE  |
| 6                                                                                              | Kidd Stanton       | 203 (6'8'')  | F   | 92 | USA |
| 14                                                                                             | Loe Robert         | 211 (6'11'') | F   | 91 | NZ  |
| 7                                                                                              | Donkor Dennis      | 193 (6'4'')  | G   | 91 | BE  |
| 13                                                                                             | Desiron Yannick    | 208 (6'10'') | F/C | 92 | BE  |
| 12                                                                                             | Delalieux Jonas    | 202 (6'8'')  | C/F | 92 | BE  |
| 5                                                                                              | Lasisi Elias       | 192 (6'4'')  | G/F | 92 | BE  |
| 4                                                                                              | Goetgeluck Anthony | 182 (6'0'')  | PG  | 92 | BE  |
| Head Coach: Brian Lynch Coach Assistant: Kristof Michiels Coach Assistant: Christophe Alberghs |                    |              |     |    |     |

### Spelerskern voor het seizoen 2014-2015
| #                                                                                              | Name               | CM (INCH)   | Pos | Bo | NAT |
| 10                                                                                             | Boxley Seamus      | 201 (6'7'') | PF  | 82 | USA |
| 8                                                                                              | Stewart Barry      | 190 (6'3'') | SG  | 88 | USA |
| 11                                                                                             | Thomas Scott       | 198 (6'6'') | SF  | 89 | USA |
| 6                                                                                              | Sanders Jesse      | 190 (6'3'') | PG  | 89 | USA |
| 15                                                                                             | Oliver Devin       | 201 (6'7'') | SF  | 92 | USA |
|                                                                                                | Watts Dane         | 203 (6'8'') | F   | 86 | USA |
| 5                                                                                              | Celis Nick         | 196 (6'5'') | SG  | 88 | BE  |
| 7                                                                                              | Donkor Dennis      | 193 (6'4'') | G   | 91 | BE  |
| 9                                                                                              | Vanwijn Hans       | 205 (6'9'') | PF  | 95 | BE  |
| 13                                                                                             | Delalieux Jonas    | 202 (6'8'') | C/F | 92 | BE  |
| 14                                                                                             | Jacobs Wietse      | 194 (6'5'') | G/F | 91 | BE  |
| 4                                                                                              | Goetgeluck Anthony | 182 (6'0'') | PG  | 92 | BE  |
| Head Coach: Brian Lynch Coach Assistant: Kristof Michiels Coach Assistant: Christophe Alberghs |                    |             |     |    |     |

## MVP van het seizoen
Op het einde van ieder seizoen wordt er door de supporters de MVP (Most Valuable Player) van het seizoen gekozen. Deze trofee wordt uitgereikt door de supportersclub LUcky BAStards.
| Seizoen | Speler          |
| ------- | --------------- |
| 2014-15 | Seamus Boxley   |
| 2015-16 | Yannick Desiron |
| 2016-17 | Seth Tuttle     |
| 2017-18 | Wen Mukubu      |
| 2018-19 | Austin Price    |
| 2019-20 | Tookie Brown    |

## Bekende en/of belangrijke ex-spelers
- Jesse Sanders
- Seamus Boxley
- Jordan Hulls
- Scott Thomas
- Stanton Kidd
- Devin Oliver
- Barry Steward
- Jordan Hulls
- Seth Tuttle
- Khadeen Carrington
- Benjamin Simons
- Elias Lasisi
- Hans Vanwijn
- Wen Boss Mukubu
- Wietse Jacobs
- Yannick Desiron
- Maxime Depuydt
- Nick Celis
- Jonas Delalieux

## Voetnoten
Aalst · Antwerpen · Bergen · Brussel · Charleroi · Den Bosch · Den Helder · Groningen · Hasselt · Kortrijk · Leeuwarden · Leiden · Leuven · Mechelen · Oostende · Rotterdam · Weert · Zwolle